# Alonso Ordóñez
Alonso Ordóñez, también como Alfonso, (¿?-Palencia, 18 de julio de 1551) fue un compositor y maestro de capilla español.

## Vida
Originario de Extremadura, posiblemente de Plasencia, en la provincia de Cáceres, no se conocen más datos de su infancia o su formación musical, aunque Stevenson lo supone alumno de Cristóbal de Morales, maestro de Plasencia entre 1528 y 1531. Se sabe que fue hermano de Rodrigo Ordóñez, nacido en Zamora y posteriormente maestro de la Catedral de Zamora. Fue maestro de su segundo hermano, Pedro Ordóñez, en Santiago de Compostela, que posteriormente sería sucesor de Alonso en el magisterio de la Catedral de Palencia. El hecho implica que muchas de las composiciones firmadas como «Ordóñez» no pueden ser atribuidas con seguridad.
Las primeras noticias documentales que se tienen de Alonso Ordóñez son del 9 de agosto de 1529 cuando dos canónigos de la Catedral de Santiago de Compostela se encargaron de «habl[ar] con el cantor e maestro de capilla que agora vino e se concierten con él sobre el salario que se le ha de dar.» El 3 de septiembre de ese mismo año se le concede un anticipo de 10 000 maravedís, «para en cuenta de lo que ha de haber». No fue hasta el 3 de enero de 1530 cuando fue recibido y nombrado para el cargo con efecto retroactivo para el sueldo y la condición de maestro.
Con un sueldo muy alto para la época de 50 000 maravedís, el salario contenía una partida de 18 000 maravedís para los infantes, a los que debía mantener con comida y alojamiento en su casa. El 2 de marzo de 1534 se le aumentó el salario a 60 000 maravedís, al que se le añadían algunos otros premios y pagos irregulares por su servicio en determinadas fiestas litúrgicas. Especialmente el aguinaldo de Navidad se fue ampliando desde los 10 maravedís entregados en 1530 a los 12 de 1634. En 1532 solicitó licencia para partir a Plasencia para solucionar «ciertos negocios que le compelían», tiempo que se le concedió desde el 11 de abril al 31 de octubre. En 1534 se sustituyó a un mozo del coro enfermo por Pedro Ordóñez, hermano de Alonso, para completar el coro con cuatro mozos.
El 5 de enero de 1536 todavía se encontraba en Santiago de Compostela, pues el cabildo le concedía 6000 maravedís «por razón del gasto que hizo la noche e día de Navidad en el regocijo de la dicha fiesta del Nascimiento de Nuestro Señor.» El 26 de abril de ese año el cabildo acordaba pagar las deudas de Ordóñez, tanto en salario, como por los infantes del coro. El 15 de julio ya se recibía al nuevo maestro, Francisco Logroño. Es de suponer que partiría a Palencia, donde solo está documentado desde 1541, debido a la pérdida de las actas capitulares de 1531 a 1541.
Poco se sabe de las actividades de Ordóñez en Palencia. El 14 de septiembre de 1551 obtuvo licencia para viajar a Extremadura y el 18 de julio de 1551 falleció ocupando el magisterio palentino. Le sucedería en el cargo su hermano Pedro.

## Obra
Se conservan dos composiciones de Ordóñez en la Catedral de Valladolid, un motete, Iste est Alfei Iacobus, y una Salve Regina. Una tercera composición, un Magnificat, firmada como «Rº Ordóñez», podría ser de Alonso, firmada como «Racionero Ordóñez», o de Rodrigo.